# Shamsa Araweelo
Shamsa Araweelo   (Somàlia, 1993) és una activista britànica d'origen somalí que té com a objectiu acabar amb la pràctica de la mutilació genital femenina i donar suport a les supervivents d'aquesta pràctica.

## Joventut
Araweelo va néixer a Somàlia, on es va sotmetre a la mutilació genital femenina als sis anys d'edat, sense anestèsia ni analgèsics. Tot i que la seva mare s'oposava a la mutilació genital femenina, en aquell moment no es trobava al país i els familiars d'Araweelo van decidir fer-li. La seva cosina de set anys d'edat es va sotmetre a mutilació genital femenina el mateix dia, amb Araweelo observant. Araweelo ha dit que no té resentiments contra els seus familiars, dient que ignoraven els efectes nocius de la pràctica.
Araweelo i els seus pares es van traslladar al nord de Londres l'any 2000, quan ella tenia 7 anys d'edat. Ha dit que va patir maltractament físic i emocional quan era petita, ja que els seus pares volien controlar el seu comportament. Com a resultat, va intentar suïcidar-se tres vegades.
Després d'acabar l'escola secundària, la mare d'Araweelo la va portar a Somàlia per ser «re-culturitzada», i després es va endur el passaport de la seva filla quan va tornar al Regne Unit, deixant Araweelo, de 17 anys d'edat, atrapada al país. Es va traslladar a viure amb el seu oncle, i aviat va quedar clar que s'esperava que es casaria amb el seu cosí de 15 anys. Araweelo va ser amenaçada, no podia sortir de casa del seu oncle i li van treure el telèfon. Després de quatre mesos a Somàlia, es va veure obligada a casar-se amb el seu cosí. Durant els sis mesos següents, Araweelo va ser colpejada i violada amb freqüència. Durant aquest temps va poder trucar a la seva mare i explicar-li el que estava passant; fins aquest moment, la seva mare desconeixia els abusos que estava patint, ja que la família li havia mentit. Araweelo va poder escapar després de convèncer el seu marit que necessitava tractament mèdic i després escapar en un autobús cap a Mogadiscio. Allà, es va reunir amb les seves ties maternes, que la van mantenir amagada fins que el germà d'Araweelo va poder tornar a Somàlia amb el seu passaport.
La mare d'Araweelo va morir de càncer de cervell el mateix mes que va tornar de Somàlia, cosa que va interrompre encara més els seus plans d'anar a la universitat. Després de tornar al Regne Unit, Araweelo va contactar amb les mesquites locals perquè pogués obtenir un divorci religiós, però els líders locals no estaven disposats a acceptar la paraula d'Araweelo sense parlar també amb el seu marit. Finalment, la germana d'Araweelo va assenyalar que el matrimoni mai havia estat vàlid perquè era forçat; la germana va trucar al marit d'Araweelo, moment en què va acceptar divorciar-se d'Araweelo.
Araweelo no tenia llar en aquell moment i es va mudar de Londres amb l'esperança de trobar un habitatge assequible.

## Activisme

Prevalència de la mutilació genital femenina el 2016 a l'Àfrica i l'Orient Mitjà en dones de 15 a 49 anys segons l'informe 2016 d'UNICEF. La majoria de països presenten decreixement respecte 2013

Araweelo ha demanat una millor educació i formació dels professionals de la salut al Regne Unit sobre la mutilació genital femenina, basant-se en les seves experiències personals de recerca d'assistència sanitària. També ha treballat amb reclutes de la Policia Metropolitana de Londres sobre «com tractar els casos [de mutilació genital femenina] amb sensibilitat».
Araweelo ha posat en marxa la seva pròpia organització, Charity of Peace, per ajudar les supervivents de la mutilació genital femenina. També treballa per ajudar els ciutadans britànics sotmesos a «violència basada en l'honor» a l'estranger.
Araweelo ha donat suport als esforços per anomenar «tall genital femení» a la mutilació genital femenina, ja que considera que el terme «mutilació» o «mutilada» pot tenir efectes adversos sobre les supervivents de la pràctica i dissuadir-les de buscar ajuda.
El febrer de 2023, Araweelo es va unir a una campanya de base d'educació i prevenció de la mutilació genital femenina iniciada per l'alcalde de Londres, Sadiq Khan. L'abril de 2023, Araweelo va publicar un vídeo en línia parlant de la seva experiència amb la mutilació genital femenina, que es va fer viral.
El novembre de 2023, Araweelo va ser nomenada a la llista de les 100 dones de la BBC. En aquell moment, tenia més de 70 milions de seguidors a TikTok, on publica contingut educatiu sobre la mutilació genital femenina.

## Vida personal
Araweelo va tenir una filla l'any 2014 i ha estat oberta amb ella sobre la seva experiència com a nena amb mutilació genital femenina. Ella i la seva filla es van traslladar a Lancashire el 2015.
Com a resultat de la mutilació genital femenina, Araweelo ha hagut de fer front a problemes de salut en curs, com ara dolors menstruals intensos i quists.
Al febrer de 2023, Araweelo treballava com a agent de policia en pràctiques.